# Magdalena Kožená
Magdalena Kožená, née le 26 mai 1973 à Brno (République tchèque) est une mezzo-soprano tchèque. Elle apparait régulièrement au festival du Printemps de Prague.

## Biographie
Après des études au Conservatoire de sa ville natale et au Collège des arts appliqués de Bratislava, elle est diplômée en 1995,. Après avoir été l'épouse du baryton français Vincent Le Texier, elle épouse Simon Rattle en 2008 après une longue période de vie commune pendant laquelle ils ont deux enfants,.
Magdalena Kožená est apparue pour la première fois sur scène en 1996 au théâtre Janáček à Brno dans le rôle de Dorabella dans Così fan tutte de Mozart, qui lui permet ensuite de se faire engager au Wiener Staatsoper (1996-1997). Après cette expérience, elle travaille en indépendante et habite un temps à Paris. On l'a ainsi vue au Théâtre du Châtelet en 1999 dans le rôle d'Orphée de l’Orfeo ed Euridice de Gluck sous la direction de John Eliot Gardiner, mais c'est en 2000 qu'elle perce véritablement, lorsqu'au Festival de Vienne, elle remplace Anne Sofie von Otter, malade, au pied levé dans le rôle de Néron dans L'incoronazione di Poppea de Monteverdi. Depuis, elle poursuit une carrière internationale. On a ainsi pu l'entendre aux Schubertiade Schwarzenberg, au Festival international d'Édimbourg dans le rôle de Sesto dans La clemenza di Tito, à l’Opéra de Leipzig dans le rôle de Mélisande avec Marc Minkowski, au Festival international d'art lyrique d'Aix-en-Provence dans le rôle de Cherubin, au Netherlands Opera dans le rôle de Sesto du Giulio Cesare de Haendel, ou au Festival de Salzbourg dans Don Giovanni de Mozart (rôle de Zerlina) sous la direction de Nikolaus Harnoncourt. Avec Marc Minkowski, pour le centenaire de la création de Pelléas et Mélisande de Claude Debussy au Théâtre national de l'Opéra-Comique de Paris, elle incarne Mélisande, et, en 2002, Cléopatre dans Giulio Cesare. En 2003, elle interprète Idamante dans Idoménée de Mozart au Festival de Glyndebourne et à celui de Salzbourg sous la direction de Sir Simon Rattle, puis Cherubin dans Les Noces de Figaro (Mozart) pour l’Opéra de Bavière et pour le Metropolitan Opera (avec James Levine). On la retrouve en 2004, toujours dans Mozart, en Dorabella du Cosi fan tutte avec Sir Simon Rattle au Festival de Pâques de Salzbourg, à Berlin et au Metropolitan Opera, puis dans le rôle de Varvara du Káťa Kabanová de Leoš Janáček) en 2005.

## Enregistrements
Ses disques comprennent l'enregistrement des arias de Jean-Sébastien Bach, des motets romains, cantates italiennes, le Messie (avec Marc Minkowski pour DG/Archiv) de Georg Friedrich Haendel, son premier disque solo avec les récitals d'Antonín Dvořák, Leoš Janáček et Bohuslav Martinů avec Graham Johnson (Gramophone Solo Vocal Award, 2001) pour la Deutsche Grammophon avec laquelle elle a signé un contrat d'exclusivité.
Plus récemment, elle a publié des récitals et arias de Wolfgang Amadeus Mozart, Christoph Willibald Gluck et Josef Mysliveček (avec la Philharmonie de Prague et Michel Swierczewski), des arias françaises avec le Mahler Chamber Orchestra et Marc Minkowski, le Paride ed Elena de Gluck avec Paul McCreesh, un disque de récitals avec Malcolm Martineau et un disque très applaudi des cantates des membres de la Famille Bach (Lamento) avec Musica Antiqua Köln et Reinhard Goebel.
Son album de 2007 (Ah ! mio cor) présente des arias d'opéras haendeliens, entre autres d'Alcina (Ah ! mio cor), de Giulio Cesare in Egitto (Cara speme), d'Ariodante (Scherza infida) et également de Rinaldo (un des airs les plus connus au monde certainement, Lascia ch'io pianga mia cruda sorte). Cet enregistrement, sous la baguette du chef Andrea Marcon, directeur de l'Orchestre baroque de Venise, a été acclamé par de nombreux critiques [réf. nécessaire]

## Discographie
- 1998: Jakub Jan Ryba: Pastorale / Tschechische Weihnachtsmesse, Deutsche Grammophon
- 1999: Christoph Willibald Gluck: Armide, Deutschemark Grammophon
- 1999: Johann Sebastian Bach: Arias, Deutsche Grammophon
- 2000: Love Songs, Deutsche Grammophon
- 2000: Georg Friedrich Händel Cantatas, Deutsche Grammophon
- 2000: Vivaldi Juditha triumphans, Academia Montis Regalis, dir. Alessandro De Marchi, Opus 111/Naïve
- 2002: Le belle immagini, Deutsche Grammophon
- 2003: Bach Matthäus-Passion – Paul McCreesh, Deutsche Grammophon
- 2003: Händel: Giulio Cesare in Egitto – Marc Minkowski, Deutsche Grammophon
- 2003: French Arias – Marc Minkowski, Deutsche Grammophon
- 2004: Songs, Deutsche Grammophon
- 2005: Lamento – Reinhard Goebel, Deutsche Grammophon[7]
- 2005: Christoph Willibald Gluck: Paride ed Elena – Marc Minkowski, Deutsche Grammophon
- 2006: Wolfgang Amadeus Mozart: La clemenza di Tito, Deutsche Grammophon
- 2006: Wolfgang Amadeus Mozart: Arias – Simon Rattle, Deutsche Grammophon
- 2007: Ah ! mio cor (Händel-Arien) – Andrea Marcon, Deutsche Grammophon
- 2009: Vivaldi – Andrea Marcon, Deutsche Grammophon
- 2010: Des Knaben Wunderhorn, Adagio aus der Sinfonie No 10 von Gustav Mahler – Cleveland Orchestra, Dirigent: Pierre Boulez, Deutsche Grammophon
- 2011: Lettere amorose, Deutsche Grammophon
- 2012: Love and Longing – Simon Rattle, Deutsche Grammophon
- 2014: Prayer - Voice & Organ – Christian Schmitt, Deutsche Grammophon
- 2016 : Monteverdi, avec La Cetra Barockorchester & Vokalensemble Basel, dir. Andrea Marcon (Archiv Produktion)
- 2018: Das Lied von der Erde de Mahler, avec Stuart Skelton, direction Simon Rattle, Orchestre symphonique de la Radiodiffusion bavaroise, concert à Munich, BR Klassik
- 2019: Magdalena Kožená: Il giardino dei sospiri | Marcello, Vinci, Leo, Gasparini, Händel (Accent, 2019)

## Récompenses
- 2001 : Gramophone Solo Vocal Award
- 2003 : Golden Prague du meilleur concert télévisé européen avec Thierry Grégoire
- 2003 :  Chevalière de l'ordre des Arts et des Lettres[8].
- 2004 : Gramophone Award Artist of the Year